# Murina silvatica
Murina silvatica es una especie de murciélago de la familia Vespertilionidae.

## Distribución geográfica
Se encuentra sólo en el Japón. Algunos investigadores consideran que es sinónimo de ussuriensis murino